# ポール・グレイ・ホフマン

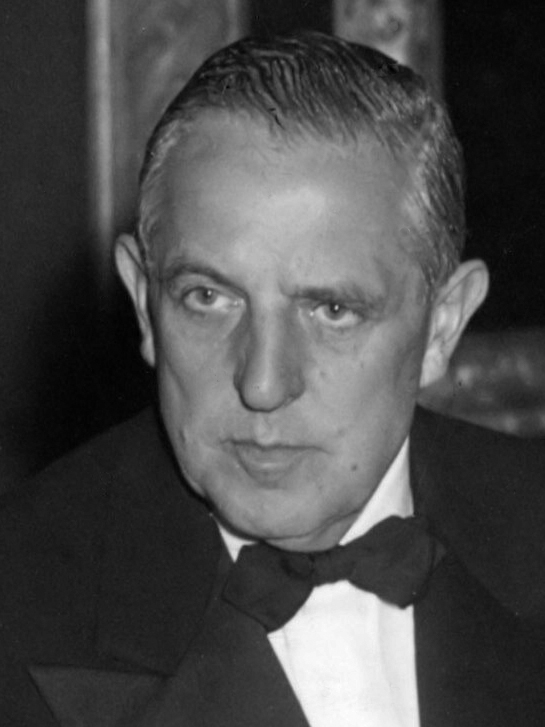
ポール・グレイ・ホフマン

ポール・グレイ・ホフマン（Paul Gray Hoffman、1891年4月26日 - 1974年10月8日）は、アメリカ合衆国の実業家、官僚である。自動車製造企業・ステュードベーカーの社長として、またマーシャル・プランの推進者の1人として活躍した。

## 生涯
1891年、シカゴ市で出生。シカゴ大学に1年間学んだのち、1911年にステュードベーカーに入社し、セールスマンとして勤務した。1935年に同社の社長となった。1942年、ニューヨーク市に新設されたシンクタンク、経済開発委員会 (CED) の初代議長に就任した。
1948年6月5日、マーシャル国務長官は、第二次世界大戦で被災した欧州に復興援助を供与する用意があると表明した。この「欧州復興計画（マーシャル・プラン）」の発表に伴い、トルーマン大統領は3つの諮問委員会を設置したが、このうちハリマン商務長官を長とする委員会の委員に就任した。
翌1948年4月、援助が実施段階に入ると、実施機関である経済協力局 (ECA) の初代長官に就任した。在任中の1949年10月31日の欧州経済協力機構 (OEEC) 理事会の席上、ホフマンは欧州に単一市場を創設する構想を表明した。この発言は1950年の欧州決済同盟創設を促し、欧州共同体や欧州連合など欧州統合への動きを考察する上で、1つの画期と目されている。
1950年、健康問題を理由にECA長官職を辞した。翌1951年、フォード財団の理事長に就任したが、1953年にステュードベーカー会長として社業に復帰した。1954年、ステュードベーカーがパッカードと合併して「ステュードベーカー・パッカード」となったことに伴い、同社の会長となった。1958年に、国際連合特別基金の、1966年にはその後身である国連開発計画の事務局長に就任した。エンサイクロペディア・ブリタニカ社 (Encyclopædia Britannica, Inc.) 及びエンサイクロペディア・ブリタニカ・エデュケーショナル社 (Encyclopædia Britannica Educational Co.) の取締役も務めた。
1974年、ニューヨーク市で死去。83歳。

## 略年表
- 1891年4月26日 - 出生[1]
- 1911年 - ステュードベーカーに入社
- 1935年 - ステュードベーカー社長に就任（1948年まで）
- 1942年 - 経済開発委員会 (Committee for Economic Development) 議長に就任
- 1947年6月22日 - ハリマン委員会委員に就任[4]
- 1948年
  - 4月6日 - 経済協力局長官に就任[5][7]
  - 10月25日 - 経済協力法（マーシャル・プランの根拠法）第115条第f項[8]に基づき、「ハンフリー委員会 (Humphrey Committee)」を設置。製鉄企業M. A. ハンナ (M. A. Hanna Co.) の社長ハンフリー、委員長に就任[9]
- 1949年
  - 5月11日 - 議会が欧州復興計画への充分な支出を認めなければECA長官を辞任するかもしれないと表明[10]
  - 7月5日 - 対外援助支出法案公聴会の席上、欧州復興計画参加諸国間の自由貿易を奨励する計画を上院歳出委員会に提出[11]
  - 10月31日 - 欧州経済協力機構 (OEEC) 理事会、パリで開催（-11月2日）[12]。ホフマン、欧州に単一市場を創出する構想を表明[13]
- 1950年9月17日 - 議会両院協議会に書面を送付。「もし議会がマーシャル援助受益国による戦略物資の鉄のカーテン諸国向け積み出しを禁止するならば、全ての対外援助計画は破壊されるかもしれない」と警告[14]
  - 9月25日 - 健康問題を理由としてECA長官を辞任。後任としてECA長官代理ウィリアム・C・フォスターが任命される[15]
- 1951年 - フォード財団 (Ford Foundation) 理事長に就任（1953年まで）
- 1953年 - ステュードベーカー会長に就任（1954年まで）[1]
- 1954年 - ステュードベーカー・パッカード会長に就任（1956年まで）
- 1956年 - 国連総会米国代表に就任（1957年まで）
- 1958年 - 国連経済開発特別基金事務局長（1966年まで）
- 1963年 - アンナ (Anna Rosenberg Hoffman, 1902年 - 1983年) と結婚[16]
- 1966年 - 国連開発計画事務局長に就任（1972年まで）
- 1974年
  - 6月21日 - 大統領自由勲章を受章[17]
  - 10月8日 - 死去

## 註
1. 1 2 3 4 5 6  Paul G. Hoffman, Encyclopædia Britannica.
2. ↑  「米対欧策転換 大陸全体を援助 マ長官重大演説」、1947年6月7日付毎日新聞（大阪）1面（ケンブリッジ市（マサチュセッツ州）5日発ロイター＝共同）。
3. ↑  「米、三委員会を設置」、1947年6月24日付朝日新聞（東京）1面（ワシントン特電22日発AP特約）。大統領声明の全文は、Statement by the President on the Economic Effects of Foreign Aid（トルーマン図書館内資料）を参照。
4. 1 2  河崎信樹 2006, p. 114,121
5. 1 2  島田巽 1949, p. 149
6. ↑  坂出健 2001, p. 24.
7. ↑  「ホフマン氏を任命 対外援助元締『経済協力長官』に」、1948年4月8日付朝日新聞（東京）1面（ワシントン特電6日発＝AP特約）。
8. ↑  経済協力法第115条第f項の条文は以下の通り。「長官は賠償としてドイツの西部占領地域より撤去を予定されている資本設備をドイツ国内に保存することが欧州復興計画の目的に最も有効に役立つときは右設備のドイツ国内の保存に関し関係諸国との間に協定を得るよう国務長官に要求する」。マーシャル財団ホームページ内資料。訳文は、(島田巽 1949, p. 290頁を引用)
9. ↑  深谷「ドイツ産業解体計画とアメリカ」（斎藤、深谷（1965年））、92頁。
10. ↑  「ホフマン長官も」、1949年5月11日付朝日新聞（東京）1面（ワシントン9日発UP＝共同）。
11. ↑  「欧州貿易援助に新計画 米議会に提出」、1949年7月7日付朝日新聞（東京）1面（ワシントン5日発UP＝共同）。
12. ↑  坂出健 2001, p. 16,24.
13. ↑  Edditional Note, FRUS 1949, Vol. IV, p. 438. 奥田宏司「アメリカのIMF体制構築戦略の変容」（川端（1988年））、84頁。
演説の全文は、以下に掲載されている。Text of Statement by Paul G. Hoffman on European Economy, October 31, 1949（トルーマン図書館内資料）.
14. ↑  「対外援助破壊 ホフマン長官禁輸問題警告」、1950年9月19日付朝日新聞（東京）1面（ワシントン17日発UP＝共同）。
15. ↑  CBS Report of Paul Hoffman Resignation, September 25, 1950（トルーマン図書館内資料）. 「ホフマン氏辞職 米経済協力局長官 後任フォスター氏」、1950年9月25日付朝日新聞（東京）2面（ワシントン特電23日発AFP特約）。「フォスター氏発令」、1950年9月27日付朝日新聞（東京）2面（ワシントン25日発AP）。
16. ↑  “Hoffman, Anna Rosenberg, 1902-1983. Papers, 1870-1983: A Finding Aid”.   Harvard University Library. 2013年2月24日閲覧。
17. ↑  “Statement on the Death of Paul G. Hoffman”.   The American Presidency Project. 2013年2月24日閲覧。